# Radiofobie
Radiofobia reprezintă teamă patologică de efectele nocive ale radiațiilor ionizante. Dacă în unele cazuri radiația ionizantă poate fi periculoasă (a se vedea cancerul radioindus, sindromul iradierii acute etc.), în lipsa informării/înțelegerii corecte a fenomenelor sau a unor experiențe traumatizante, se poate ajunge la o stare de frică irațională.